# Потоцкий, Станислав Костка

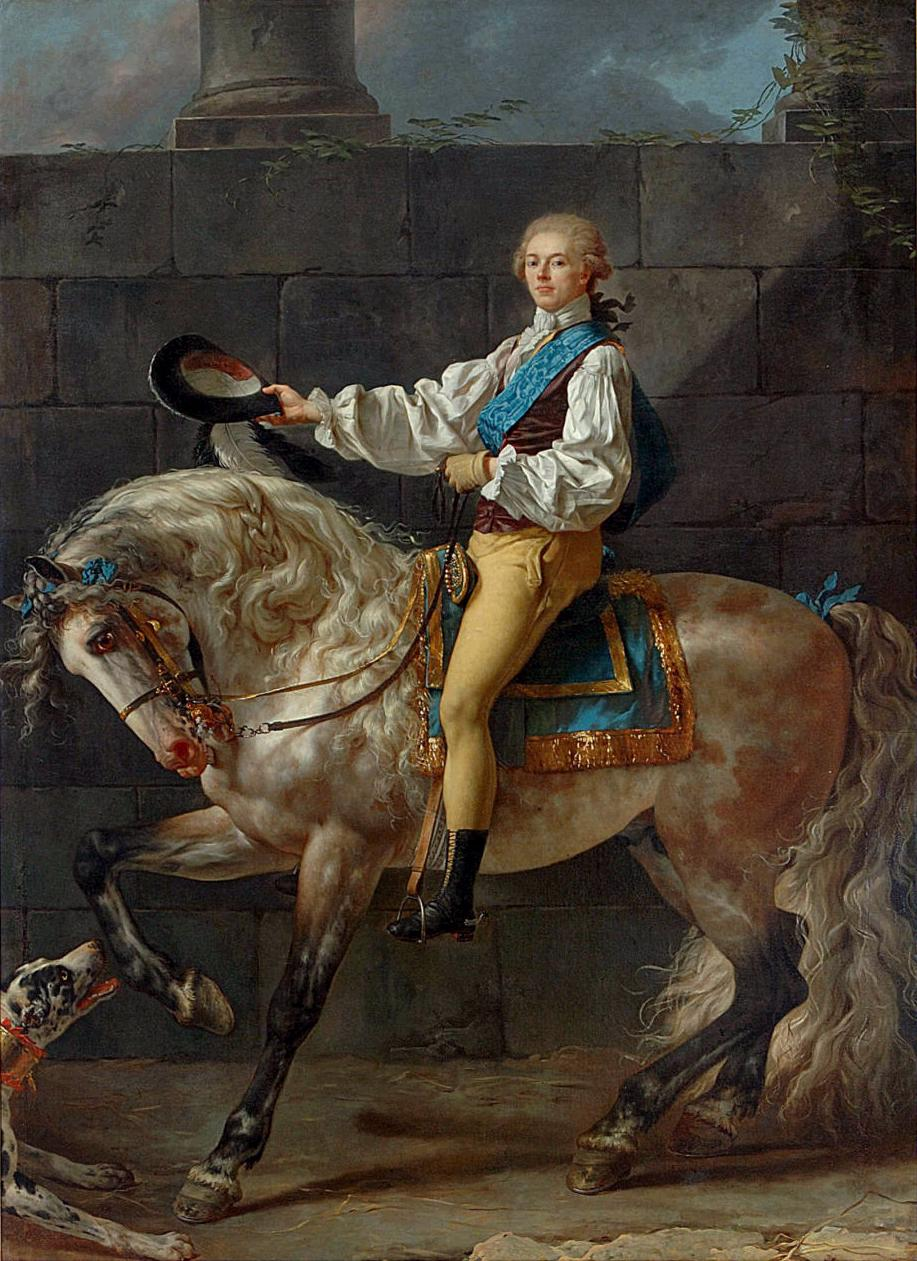
Конный портрет Станислава Костки Потоцкого, работы Жак-Луи Давида, 1781 год, масло, холст

Станисла́в Ко́стка Пото́цкий (Станислав Евстафьевич Потоцкий; пол. Stanisław Kostka Potocki; ноябрь 1755 — 14 сентября 1821) — граф, подстолий великий коронный (с 1781 года), комендант кадетского корпуса, генерал коронной артиллерии (1792), председатель Государственного Совета и Совета министров Варшавского герцогства (1807), сенатор-воевода Варшавского герцогства (1807), министр народного просвещения и исповеданий Царства Польского (1815—1820), президент Сената Царства Польского в царствование императора Александра I (1818), польский писатель.

## Биография
Представитель знатного польского магнатского рода Потоцких герба «Пилява». Родился в ноябре 1752 года в Люблине, в семье графа Евстафия Георгиевича Потоцкого (ок. 1720—1768), генерала литовской артиллерии, противника короля Станислава-Августа, и Марианны Контской (ум. 1768)
Образование получил в учебном пансионе Станислава Конарского, монаха-пиариста, известного реформатора учебного дела в Польше, затем совершил образовательное путешествие по Италии и Франции. Смерть отца вызвала графа в 1768 году из-за границы. В 1781 году ему было присвоено звание подстолий великий коронный. Однако придворная жизнь была ему не по душе. Несмотря на успех при дворе и награждение обоими польскими орденами, граф прослужил в должности стольника всего три года.
В 1784 году он поступил в коронную артиллерию, в которую был принят с чином генерал-майора. С 1782 года граф Потоцкий являлся на всех сеймах земским депутатом от Люблинского воеводства и проявил особенную деятельность на Гродненском сейме (1784 года), много занимавшемся интересовавшими его вопросами о военном образовании и усовершенствовании военного дела вообще. Избранный затем членом Постоянного Совета (пол. Rady Nieustajacej), граф заседал в департаменте финансов. К этому времени относится появление первого печатного его сочинения — «Похвального слова мазовецкому воеводе Мокроновскому». Избранный депутатом на четырёхлетний сейм, Потоцкий сначала был предназначен в посланники во Францию, но туда не поехал и принимал горячее участие во всех законодательных работах сейма. Принадлежа к числу сторонников так называемой конституция 3-го мая, граф Потоцкий был одним из самых красноречивых и самых деятельных депутатов сейма, и его сильные, горячие речи, осуждавшие liberum veto и его последствия, производили большое впечатление. Когда граф Станислав-Феликс Щенсный-Потоцкий оставил польскую службу, граф Станислав Евстафьевич занял должность главного генерала коронной артиллерии, с которой совершил кампанию против Тарговицкой конфедерации, но в сражениях не имел успеха.
После второго раздела Польши он отправился в Карлсбад, но был арестован австрийским правительством и 8 месяцев провёл в заключении в Йозефштадте. Выпущенный оттуда, граф удалился в своё поместье Вилянув, под Варшавой, и посвятил себя научным изысканиям, между тем как его дом стал местом многолюдных собраний блестящего общества. Живший в то время в Лазенках под Варшавой в изгнании Людовик XVIII часто приглашал в среду немногочисленных своих собеседников Потоцкого, с которым его связывала общая любовь к классическим древним писателям.
Незадолго до 1806 года Потоцкий опять выступил на поприще общественной деятельности. Сначала ему было предложено прусским правительством место директора лицея, открытого в Варшаве; по заключении же Тильзитского мира он был избран в члены Правительственной комиссии (пол. Komisji Rzadzocej), в которой много трудился на пользу народного просвещения. Назначенный затем министром статс-секретарем Варшавского Герцогства, граф Потоцкий занял одновременно должности директора Эдукационной Палаты и командира кадетского корпуса. Благодаря его стараниям и ходатайствам, в течение девяти лет было открыто 1200 начальных или сельских училищ, 38 городских, 12 гимназий, высшая школа права и медицины, институт глухонемых и слепых (тоже в Варшаве), три учительские семинарии, два кадетских корпуса для детей недостаточных лиц военного звания и много других учебных заведений; им же было учреждено Общество для составления и издания школьных учебников.
По образовании Царства Польского император Александр I назначил графа Потоцкого министром исповеданий и народного просвещения, и в его управление этим министерством был открыт в Варшаве Александровский Университет (1816) и Публичная библиотека. Занимаясь делом народного просвещения, граф Потоцкий при всяком удобном случае произносил речи, стараясь привлечь к участию в расходах на просвещение общественные силы.

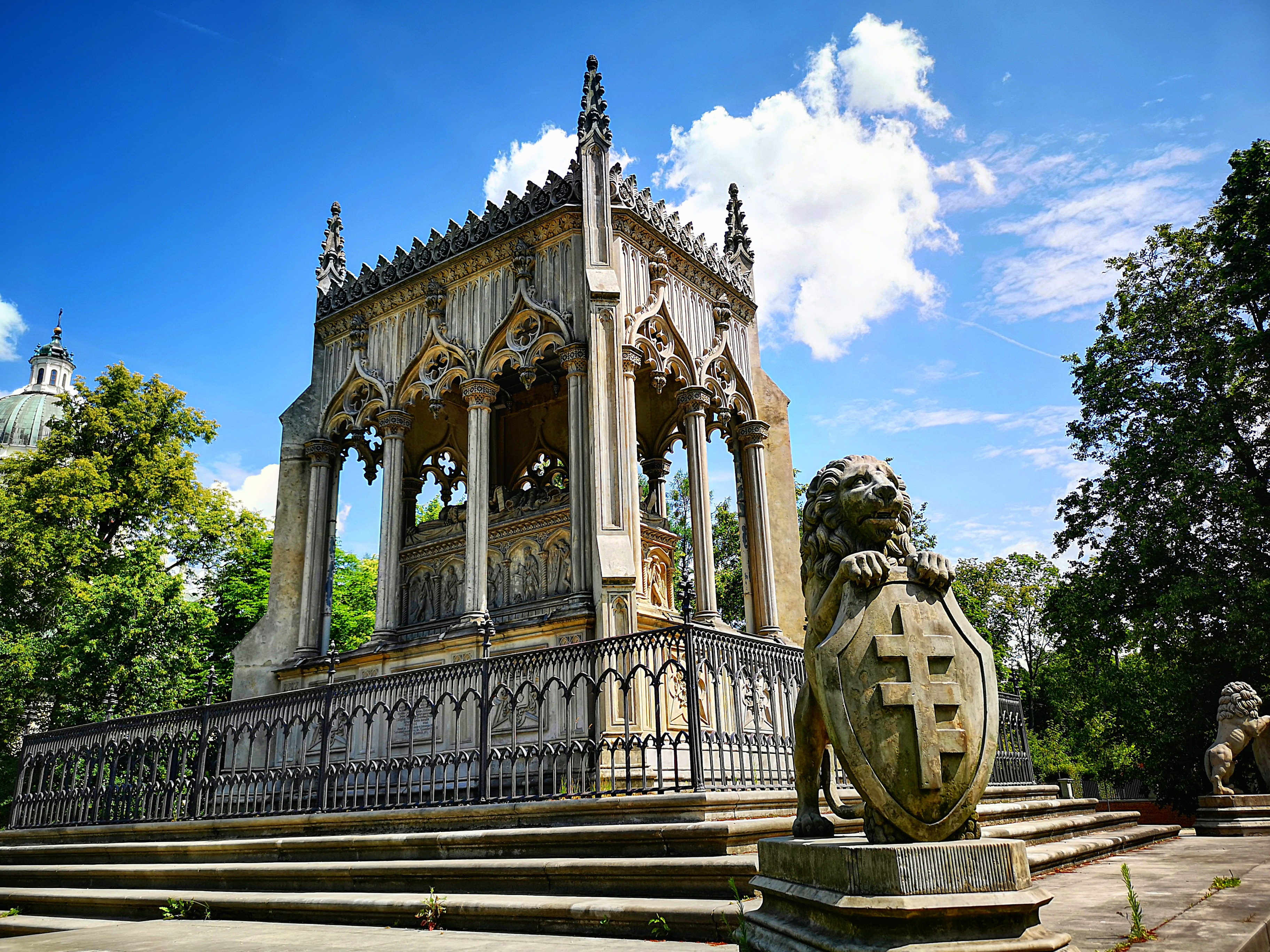
Мавзолей Станислава Костки в Вилянуве

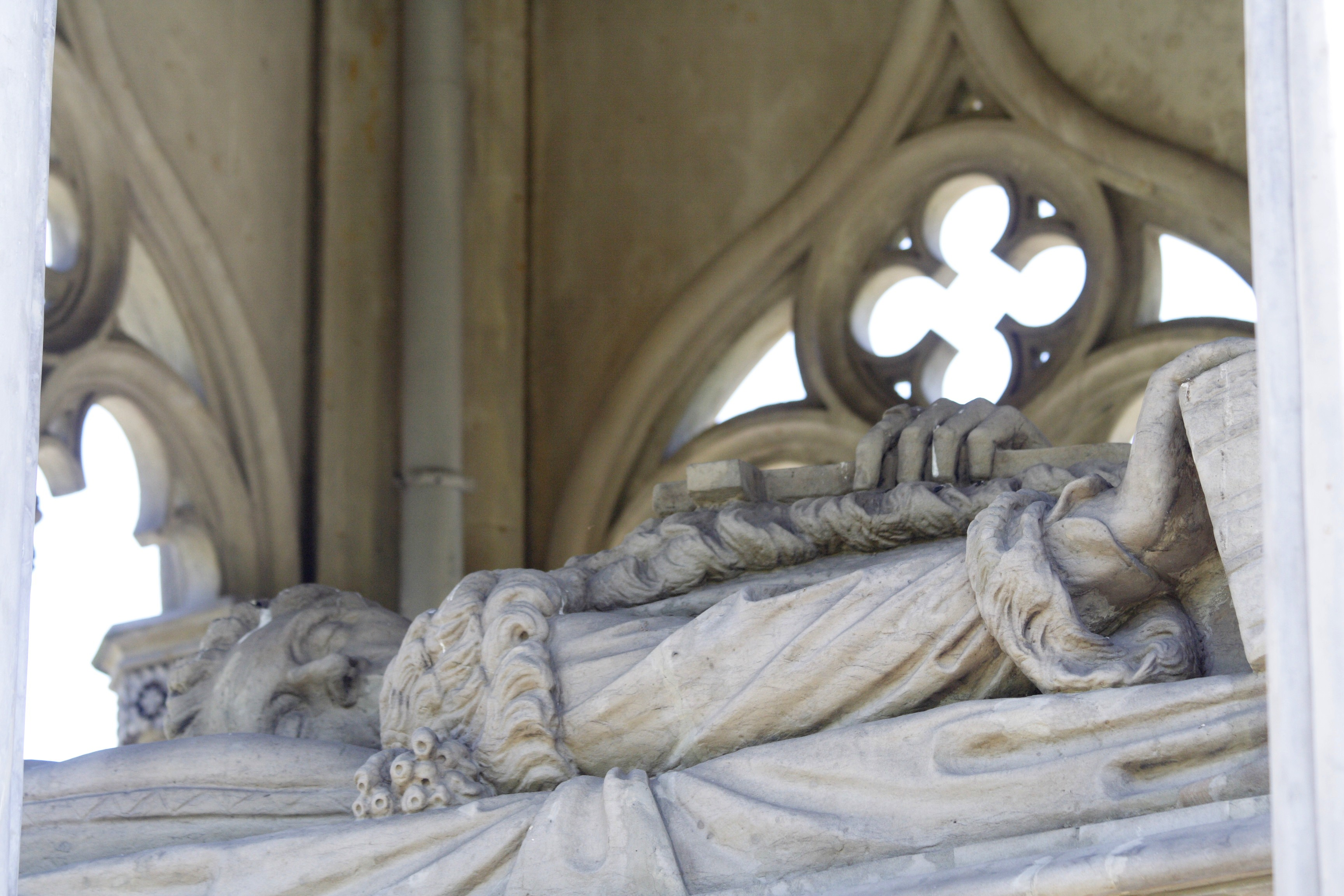
Фрагмент мавзолея Станислава Костки в Вилянуве. Работа скульптора Я. Татаркевича

Деист и философ, Потоцкий свои теории развивал в небольших брошюрах, которые выпускал в свет под названием «Критических свистков» (пол. Swistki krytyczne). Брошюры эти вызывали своим содержанием горячую полемику и доставили Потоцкому много недоброжелателей. Деятельный покровитель Библейского Общества и сторонник прогресса, граф выхлопотал в Риме вместе с архиепископом Мальчевским разрешение на закрытие многих духовных институций и уничтожил несколько коллегий и монастырей. Это обстоятельство в связи с речами Потоцкого на сеймах о необходимости разводов навлекло на него нерасположение духовенства, которое стало строить против графа козни, хотя и безуспешно.
31 июля 1818 года граф Потоцкий был назначен президентом Сената Царства Польского, что заставило его врагов на время замолчать. Будучи одним из наиболее деятельных членов Общества любителей наук, Потоцкий много писал. В Ежегодниках этого общества он поместил свои рассуждения: «О духе сочинений Макиавелли» (пол. O duchu pism Machiawela), «О польском языке», «О критике», «Об искусстве писать, то есть о стиле» (O sztuce pisania czyli o stylu) и речи в честь Фаддея Чацкого, Фаддея Матушевича, Григория Пирамовича, Иосифа Шимановского, в честь поляков, погибших в войне с Австрией в 1809 году и много других. Отдельно появились в печати следующие его сочинения: «Об искусстве у древних, или польский Винкельман» (O sztuce u dawnych czyli Winkelman polski, Варшава 1803 и 1816); «О красноречии и стиле» (O wymowie i stylu, Варшава, 1815—1816); «Похвальные слова, речи и рассуждения» (ibidem, 1816). В 1820 году граф Потоцкий издал поэтическую фантазию: «Путешествие в Темноград» (Podroz do Ciemnogrodu) в 4 томах, в которой подвергает беспощадному осмеянию суеверия, народную веру в чудесное, легенды и предания. Сочинение это наделало много шуму; враги Потоцкого постарались обвинить его в демагогических стремлениях, и указом императора Александра I, подписанным в Троппау 9/17[прояснить] декабря 1820 года, он был уволен от должности министра народного просвещения, хотя и оставлен во всех прочих должностях.
Последние годы управления Потоцкого министерством просвещения ознаменовались особенным развитием школьного дела: им были основаны медицинские и юридические училища, учреждены государственные экзаменационные комиссии при высших учебных заведениях и положены основания для многих других учреждений. Увольнение от должности сильно огорчило Потоцкого: он удалился в Вилянув и занялся своими собственными делами, но всего 9 месяцев пережил постигший его удар и скончался 14 сентября 1821 года. Он обогатил вилляновскую библиотеку множеством исторических и археологических памятников и собрал много «сокровищ исторических», как говорит историк Бартошевич[где?].

## Семья
2 июня 1776 года Станислав Костка Потоцкий женился на княжне Александре Любомирской (1760—1836), третьей дочери маршалка великого коронного и старосты винницкого Станислава Любомирского (1722—1783) от брака с княжной Изабеллой Чарторыйской (1736—1816). У них родился единственный сын Александр Станислав Потоцкий (1778—1845).